# Tageno
Tageno (mort en 1190) est un ecclésiastique et croisé bavarois. Il a reçu les ordres mineurs et sert d'abord à la cathédrale de Passau, jusqu'au moins juillet 1183. Il devient doyen du chapitre de la cathédrale en 1187 et rejoint l'armée de Frédéric Barberousse à la troisième croisade en 1189., Il rédige en latin une chronique de ce qu'il a vécu intitulée Descriptio expeditionis Asiaticae Friderici, couvrant la période de 1189 au 21 juin 1190. D'après l'Historia de expeditione Friderici imperatoris qui copie sa Descriptio, Tageno meurt à Tripoli à l'automne 1190.
Il n'y a pas de manuscrit indépendant connu de la chronique de Tageno. Elle est uniquement connue par son incorporation dans d'autres travaux. L' Historia de expeditione comprend un récit de Tageno couvrant la période du 16 mai au 9 juin 1190 en verbatim presque complet, incluant l'utilisation de la première personne. La Descriptio en son entier est incorporée dans la chronique de Magnus de Reichersberg qui mourut en 1195. Magnus altère parfois l'utilisation de la première personne de Tageno en troisième personne, et fait quelques changements. En outre, il a  eu probablement accès à une version précoce de l'Historia de expeditione, ce qui signifie que leurs textes ne témoignent pas de façon indépendante de la Descriptio originale.. Magnus qualifie la Descriptio simplement de memoria.. Graham Loud la considère pratiquement comme un journal .
Une version légèrement différente de la Descriptio de Tageno rapportée par Magnus est publiée dans un livre par l'humaniste bavarois Johannes Aventinus en 1522. L'on ne sait pas si Aventinus a eu accès au texte original ou s'est basé sur une version de la chronique de Magnus. Les différences entre les deux versions de la Descriptio sont surtout stylistiques et peuvent refléter les amendements d'Aventinus du texte pour l'accorder à ses propres points de vue humanistes.